# 吳友賢
吴友贤（？—1606年），號衷璞，南直隶常州府宜興縣人，明朝政治人物。

## 生平
万历二十八年（1600年）庚子科应天乡试舉人，萬曆三十二年（1604年）甲辰科进士，大理寺觀政，本年授户部主事，管北新仓，以仓粮被盗被弹劾，三十四年养病，卒。